# 國土交通大學校
國土交通大學校是日本國土交通省開設的省廳大學校，目的是為國土交通省職員及國土交通行政相關的地方公共團体、獨立行政法人職員等提供培訓，提高他們的行政能力和専門知識。

## 概要
在2001年的中央省廳再編時，建設省的建設大學校和運輸省的運輸研修所合併，併成國土交通大學校。
該校提供的有數日至一個月的短期培訓，也為國土地理院新聘請的技術系員工提供長達一年的普通測量研修。

## 外部連結
官方網站（页面存档备份，存于）